# 2014 SM363
2014 SM363 est un objet transneptunien, faisant partie des cubewanos d'un diamètre probable de plus de 200 km.